# Rajiv Dhall
Rajiv Dhall (Cincinnati, 26 febbraio 1992) è un cantante e cantautore statunitense.
Il 18 dicembre 2010 ha iniziato a pubblicato video sul suo canale youtube "Rajiv Dhall", noto precedentemente come "TwentyForSeven", che ora conta 1,27 milioni di iscritti e oltre 159 milioni di visualizzazioni.

## Biografia

### Primi anni
Quando Dhall era alle superiori, ha formato una band emo-pop, chiamata "TwentyForSeven", che includeva Dhall, (cantante e chitarra), Matt Pastor (cantante e basso), Blake Hayes (cantante e chitarra), e Corey DeLuca (batteria).

### Carriera
La sua band è apparsa nel "E's Opening Act" nel 2012, e la band è riuscita a ottenere l'opportunità di essere Gruppo spalla per il tour dei Gym Class Heroes.
Successivamente Rajiv ha iniziato a pubblicare Cover su youtube, ottenendo molto seguito. Nel 2015 ha pubblicato la sua versione della canzone degli One Direction Just Can't Let Her Go: il pezzo è entrato nella "Top 200 of the iTunes songs chart".
Dopo il suo successo su youtube, l'amico Andrew Bazzi l'ha introdotto su Vine, un servizio per la condivisione di brevi video. Rajiv è stato nominato "Best Vine Musician" nel "Seventh Annual Shorty Awards", ma a vincere il titolo fu Shawn Mendes. Nel 2015 è stato candidato agli "MTV Woodie Awards".
Nel 2016 è stato invece candidato ai "2016 iHeartRadio Much Music Video Awards" nella categoria "Fan Fave Vine Musician", ottenendo la vittoria.

## Discografia

### EP
- 2014 – TwentyForSeven - EP
- 2017 – Untitled. - EP - Sounds Like Youth

## Filmografia
- Opening Act (2016)
- Le amiche di mamma (Fuller House) - serie TV, episodio "Mad Max" (2016)

## Riconoscimenti
- Annual Shorty Awards 2015[9] - Candidatura come Vine Musician
- iHeartRadio Much Music Video Awards 2016[8] - Premio come Fan Fave Vine Musician